# Europahal

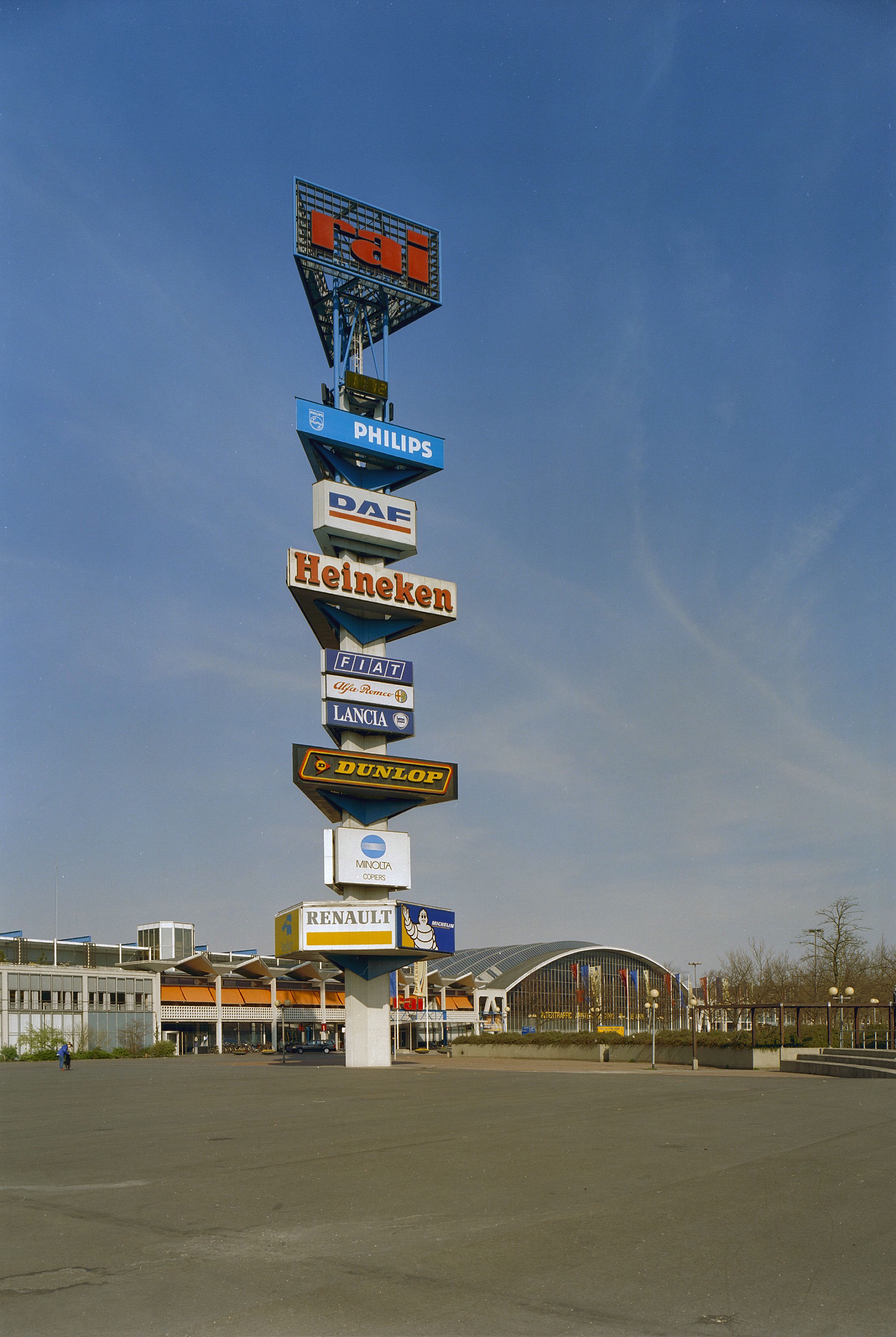
De reclamezuil (met op de achtergrond de Europahal)

De Europahal is een evenementenhal uit 1961 in Amsterdam, ontworpen in de functionalistische stijl door architect Alexander Bodon. Het is het oudste gebouw van het huidige RAI-complex.
De hal was opgenomen op de Top 100 naoorlogs erfgoed Amsterdam (1940-1968) uit 2008 en op de in 2013 vastgestelde lijst van het Nederlandse Beschermingsprogramma Wederopbouw 1959-1965.
In januari 2015 is de hal aangewezen als rijksmonument vanwege zijn esthetische kwaliteiten die met name zijn gelegen in de grote schaal van de ruimte en helderheid, lichtheid en transparantie van de constructie. Tot de rijksmonument-inschrijving behoort ook de reclamezuil 'Het signaal'.